# علي خان المدني
السيّد علي خان صدر الدين المدني الهاشمي 'الشيرازي نسبة إلى مدينة شيراز حيث دَرّس وتوفي، يعرف أيضا بـابن معصوم (10 أغسطس 1642 - ديسمبر 1709)، فقيه وأديب عربي حجازي مسلم عاش معظم حياته في الهند. ولد في المدينة المنوّرة في عائلة هاشمية شيعية اثنا عشرية سكنت في بلاد فارس لفترة من الزمن ثم عادوا إلى الحجاز. ينتهي نسبه إلى زيد بن علي.
تلقَّى علومه في مسقط رأسه ثم هاجر إلى حيدر آباد سنة 1658م مع والده وأقام فيها حتى سنة 1703م متنقلاً بين مناصب عدة في سلطنة مغول الهند. ثم استعفى واستوطن شيراز واشتغل بالتدريس فيها إلى آخر أيام عمره حتى توفي فيها ودفن في الجامع الأحمدية (شاه جراغ). له مؤلفات عديدة في الفقه والأدب والشعر:رياض السالكين في شرح صحيفة سيد الساجدين و سلوة الغريب وأسوة الأديب والدرجات الرفيعة في طبقات الإمامية من الشيعة و سلافة العصر في محاسن أعيان عصر إلخ.

## سيرته
ولد علي بن أحمد بن محمد معصوم المدني الهاشمي الشيرازي في المدينة المنورة ليلة 15 جمادی الأولی سنة 1052 هـ/ 10 أغسطس 1642م ونشأ بها. ينتهي نسبه إلى زيد بن علي وينتمي إلى أسرة هاشمية شيعية أثنا عشرية سكنوا في بلاد فارس وهاجروا إلى الحجاز. أشتغل صدر الدين علي بالعلم إلى أن هاجر إلى حيدر آباد سنة 1068هـ/ 1658م مع والده وأقام في الهند ثمانيا وأربعين سنة وكان في حضانة والده إلى أن توفي والده سنة 1086هـ/ 1676م فإنتقل إلى برهان بور عند السلطان أورنك وجعله رئيساً على ألف وثلاثمائة فارس، وأعطاه لقب خان ولما ذهب السلطان إلى بلد أحمد نكر جعله حارساً لـ أورنك آباد فأقام فيها مدة، ثم جعله والياً على لاهور وتوابعه ثم ولي ديوان برهان بور وأشتغل هناك منصة الزعامة مدة سنتين، وكان یعسكر ملك الهند سنة 1114هـ/1703م ثم إستعفى وحج وزار مشهد الرضا وورد أصفهان في عهد السلطان حسين سنة 1117هـ/ 1706م، وأقام بها سنين ثم غادرها إلى شيراز وأشتغل بالتدريس، وتوفي بها في ذي القعدة سنة 1120هـ/ يناير 1709م ودُفن في الجامع الأحمدية (شاه جراغ) عند جده غياث الدين المنصور صاحب المدرسة المنصورية (؟ - 948 هـ).

## مؤلفاته
- رياض السالكين في شرح صحيفة سيد الساجدين، في شرح صحيفة سجادية.
- نغمة الأغان في عشرة الاخوان، أرجوزة.
- سلوة الغريب وأسوة الأديب: وهي رحلته إلى حيدر آباد في الهند، 1066هـ.
- أنوار الربيع في أنواع البديع، في شرح قصيدة البديعيّه 147 بيتاً، فرغ من تأليفه سنة 1093هـ.
- الكلم الطيب والغيث الصيب في الأدعية المأثورة عن النبي وأهل البيت: لم يتمّه.
- الحدائق الندية في شرح الصمدية لشيخنا البهائي: فرغ من تأليفه سنة 1079هـ.
- ملحقات السلافة مشحونة بكل أدب وظرافة.
- رسالة في أغاليط الفيروز آبادي في القاموس.
- موضح الرشاد في شرح الإرشاد: في النحو.
- سلافة العصر في محاسن أعيان عصر (أو سلافة العصر في محاسن أهل العصر) ترجم فيها لأدباء القرن الحادي عشر، بدأ تأليفه في الهند في أواخر سنة 1081 هـ وفرغ منه في ربيع الثاني سنة 1082 هـ.
- الدرجات الرفيعة في طبقات الإمامية من الشيعة: وقد رتبه على اثني عشر طبقة. طُبع أول مرة في النجف سنة 1382هـ.
- التذكرة في الفوائد النادرة.
- المخلاة في المحاضرات.
- الزهرة، في النحو.
- الطراز، في اللغة.
- ديوان شعر.
- رسالة في المسلسلة بالآباء: شرح فيها الأحاديث الخمسة .